# لری دل سانتو

لُری دل سانتو در صحنه‌ای از فیلم محافظ شخصی. او از بازیگرانی بود که در فیلم‌های کمدی سکسی سبک ایتالیایی فعال بود.

لُری دل سانتو (ایتالیایی: Lory Del Santo؛ زادهٔ ۲۸ سپتامبر ۱۹۵۸) بازیگر و مدل اهل ایتالیا است.

## زندگی و حرفه
لُری دل سانتو در پوه‌لیانو ورونزه به دنیا آمد و حرفه‌اش را به‌عنوان دستیار مجری والتا در نسخه ۱۹۷۵ جشنواره «فستیوال‌بار» آغاز کرد. در اواخر دهه ۱۹۷۰، او نخستین نقش‌های سینمایی خود را به‌ویژه در فیلم‌های کمدی سکسی سبک ایتالیایی به ایفا کرد و در سال ۱۹۸۰ نماینده ایتالیا در رقابت‌های دوشیزهٔ شایسته جهان بود. در اوایل دهه ۱۹۸۰، دل سانتو به‌دلیل حضور در برنامه‌های تلویزیونی موفقی چون درایو این به‌کارگردانی آنتونیو ریچی و برنامهٔ رنگارنگ «برش‌ها، حذف‌ها و الباقی» به‌کارگردانی رنتسو آربوره، محبوب شد.
دل سانتو به‌ویژه به‌دلیل رابطه‌اش با اریک کلپتون، سوژه‌ی داغ ستون‌های مجلات زرد و شایعات بود (کلپتون آهنگ «لیدی آف ورونا» را به او تقدیم کرد). زمانی که کلپتون هنوز با پتی بوید در ازدواج رسمی بود، با لوری رابطه داشت و فرزندی به نام کُنر با او به دنیا آورد که در ۲۱ اوت ۱۹۸۶ متولد شد. کُنر در ۲۰ مارس ۱۹۹۱ در سن چهار و نیم سالگی طی سقوط از پنجره اتاق خواب در طبقه ۵۳ یک ساختمان آپارتمانی در منهتن درگذشت. مرگ پسرشان الهام‌بخش آهنگ‌های کلپتون، «اشک در بهشت» و «سیرک» شد.
از اوایل دهه ۲۰۰۰، دل سانتو در چندین برنامه واقع‌نمای ایتالیایی شرکت کرد و فصل سوم «جزیره مشاهیر» را برنده شد. در سال ۲۰۰۶، او زندگینامه‌ای به نام «لذت یک چالش است» نوشت.
در سال ۲۰۱۴، او سریالی به نام «لیدی» را در کانال یوتیوب خود منتشر کرد که به‌خاطر بازی ضعیف و آماتوری شناخته شد.

## گزیدهٔ نقش‌آفرینی‌ها

### سینما
- محافظ شخصی (۱۹۸۲)
- آفرین به فک (۱۹۸۲)
- ارواح شهوت‌زده (۱۹۸۱)
- عالیجناب با معشوقه‌اش زیر تخت (۱۹۸۱)
- عاشقان یکشنبه (۱۹۸۰)
- من خوش‌عکسم (۱۹۸۰)
- رودخانه تمساح بزرگ (۱۹۷۹)
- بدون کمی هرزگی به کجا می‌توانی برسی؟ (۱۹۷۹)
- شنبه، یکشنبه و جمعه (۱۹۷۹)
- رودخانه تمساح بزرگ (۱۹۷۹)
- پدر عزیز (۱۹۷۹)
- جپو، مرد مجنون (۱۹۷۸)

### تلویزیون
- درایو این (۱۹۸۸–۱۹۸۳)